# Apicia spinetaria
Apicia spinetaria là một loài bướm đêm trong họ Geometridae.